# Elezioni comunali in Toscana del 2016
Le elezioni comunali in Toscana del 2016 si tennero il 5 giugno, con ballottaggio il 19 giugno.

## Arezzo

### Montevarchi
| Candidati                   | Candidati                                      | Voti                        | %     | Liste                   | Voti   | %     | Seggi |
| --------------------------- | ---------------------------------------------- | --------------------------- | ----- | ----------------------- | ------ | ----- | ----- |
|                             | Silvia Chiassai Martini Accede al ballottaggio | 3.851                       | 34,48 | Prima Montevarchi       | 1.589  | 15,36 | 5     |
| Forza Italia                | Silvia Chiassai Martini Accede al ballottaggio | 3.851                       | 34,48 | 907                     | 8,77   | 3     |       |
| Montevarchi in Salute       | Silvia Chiassai Martini Accede al ballottaggio | 3.851                       | 34,48 | 471                     | 4,55   | 1     |       |
| Lega Nord                   | Silvia Chiassai Martini Accede al ballottaggio | 3.851                       | 34,48 | 444                     | 4,29   | 1     |       |
|                             | Paolo Antonio Ricci Accede al ballottaggio     | 3.481                       | 31,16 | Partito Democratico     | 2.053  | 19,85 | 2     |
| Avanti Montevarchi          | Paolo Antonio Ricci Accede al ballottaggio     | 3.481                       | 31,16 | 962                     | 9,30   | 1     |       |
| Montevarchi Futura          | Paolo Antonio Ricci Accede al ballottaggio     | 3.481                       | 31,16 | 610                     | 5,90   | -     |       |
| Seggio al candidato sindaco | Seggio al candidato sindaco                    | Seggio al candidato sindaco | 31,16 | 1                       |        |       |       |
|                             | Francesco Maria Grasso                         | 2.147                       | 19,22 | Montevarchi Democratica | 1.792  | 17,33 | 1     |
|                             | Carlo Norci                                    | 1.201                       | 10,75 | Movimento 5 Stelle      | 1.082  | 10,46 | 1     |
|                             | Claudio Cincinelli                             | 490                         | 4,39  | Montevarchi Alternativa | 432    | 4,18  | -     |
| Totale                      | Totale                                         | 11.170                      | 100   |                         | 10.342 | 100   | 16    |

### Sansepolcro
| Candidati                      | Candidati                               | Voti                        | %     | Liste               | Voti  | %     | Seggi |
| ------------------------------ | --------------------------------------- | --------------------------- | ----- | ------------------- | ----- | ----- | ----- |
|                                | Mauro Cornioli Accede al ballottaggio   | 3.649                       | 42,65 | Il Nostro Borgo     | 1.565 | 19,93 | 5     |
| Democratici per Cambiare       | Mauro Cornioli Accede al ballottaggio   | 3.649                       | 42,65 | 1.120               | 14,26 | 4     |       |
| Insieme Possiamo               | Mauro Cornioli Accede al ballottaggio   | 3.649                       | 42,65 | 442                 | 5,63  | 1     |       |
|                                | Daniela Frullani Accede al ballottaggio | 2.558                       | 29,90 | Partito Democratico | 1.880 | 23,94 | 2     |
| Nuove Prospettive per il Borgo | Daniela Frullani Accede al ballottaggio | 2.558                       | 29,90 | 482                 | 6,14  | -     |       |
| Partito Socialista Italiano    | Daniela Frullani Accede al ballottaggio | 2.558                       | 29,90 | 183                 | 2,33  | -     |       |
| Seggio al candidato sindaco    | Seggio al candidato sindaco             | Seggio al candidato sindaco | 29,90 | 1                   |       |       |       |
|                                | Tonino Giunti                           | 1.608                       | 18,80 | Lega Nord           | 549   | 6,99  | 1     |
| Cittadini per Sansepolcro      | Tonino Giunti                           | 1.608                       | 18,80 | 467                 | 5,95  | -     |       |
| Forza Italia                   | Tonino Giunti                           | 1.608                       | 18,80 | 348                 | 4,43  | -     |       |
| Fratelli d'Italia              | Tonino Giunti                           | 1.608                       | 18,80 | 101                 | 1,29  | -     |       |
| Seggio al candidato sindaco    | Seggio al candidato sindaco             | Seggio al candidato sindaco | 18,80 | 1                   |       |       |       |
|                                | Catia Giorni                            | 740                         | 8,65  | Movimento 5 Stelle  | 715   | 9,11  | 1     |
| Totale                         | Totale                                  | 8.555                       | 100   |                     | 7.852 | 100   | 16    |

## Firenze

### Sesto Fiorentino
| Candidati                                                     | Candidati                              | Voti                        | %     | Liste                       | Voti   | %     | Seggi |
| ------------------------------------------------------------- | -------------------------------------- | --------------------------- | ----- | --------------------------- | ------ | ----- | ----- |
|                                                               | Lorenzo Falchi Accede al ballottaggio  | 6.480                       | 27,41 | Sinistra Italiana           | 3.826  | 17,54 | 10    |
| Per Sesto                                                     | Lorenzo Falchi Accede al ballottaggio  | 6.480                       | 27,41 | 2.085                       | 9,56   | 5     |       |
|                                                               | Lorenzo Zambini Accede al ballottaggio | 7.698                       | 32,56 | Partito Democratico         | 6.252  | 28,66 | 4     |
| Sesto! Siamo Noi                                              | Lorenzo Zambini Accede al ballottaggio | 7.698                       | 32,56 | 831                         | 3,81   | -     |       |
| Sesto Civica (Sesto 2014-Scelta Civica-Laboratorio Italia)    | Lorenzo Zambini Accede al ballottaggio | 7.698                       | 32,56 | 400                         | 1,83   | -     |       |
| Seggio al candidato sindaco                                   | Seggio al candidato sindaco            | Seggio al candidato sindaco | 32,56 | 1                           |        |       |       |
|                                                               | Maurizio Quercioli                     | 4.539                       | 19,20 | Per Sesto Bene Comune       | 2.287  | 10,49 | 1     |
| Insieme (Rifondazione Comunista-Possibile-Alternativa Libera) | Maurizio Quercioli                     | 4.539                       | 19,20 | 1.330                       | 6,10   | -     |       |
| Seggio al candidato sindaco                                   | Seggio al candidato sindaco            | Seggio al candidato sindaco | 19,20 | 1                           |        |       |       |
|                                                               | Maria Tauriello                        | 2.555                       | 10,81 | Fratelli d'Italia-Lega Nord | 1.294  | 5,93  | -     |
| Forza Italia                                                  | Maria Tauriello                        | 2.555                       | 10,81 | 1.138                       | 5,22   | -     |       |
| Seggio al candidato sindaco                                   | Seggio al candidato sindaco            | Seggio al candidato sindaco | 10,81 | 1                           |        |       |       |
|                                                               | Pietro Pompeo Cavallo                  | 2.370                       | 10,02 | Movimento 5 Stelle          | 2.369  | 10,86 | 1     |
| Totale                                                        | Totale                                 | 23.642                      | 100   |                             | 21.812 | 100   | 24    |

## Grosseto

### Grosseto
| Candidati                             | Candidati                                               | Voti                        | %     | Liste                                  | Voti   | %     | Seggi |
| ------------------------------------- | ------------------------------------------------------- | --------------------------- | ----- | -------------------------------------- | ------ | ----- | ----- |
|                                       | Antonfrancesco Vivarelli Colonna Accede al ballottaggio | 16.777                      | 39,50 | Vivarelli Colonna Sindaco per Grosseto | 4.015  | 10,03 | 6     |
| Lega Nord                             | Antonfrancesco Vivarelli Colonna Accede al ballottaggio | 16.777                      | 39,50 | 3.338                                  | 8,34   | 5     |       |
| Fratelli d'Italia                     | Antonfrancesco Vivarelli Colonna Accede al ballottaggio | 16.777                      | 39,50 | 3.148                                  | 7,87   | 4     |       |
| Forza Italia                          | Antonfrancesco Vivarelli Colonna Accede al ballottaggio | 16.777                      | 39,50 | 3.107                                  | 7,76   | 4     |       |
| Maremma Migliore                      | Antonfrancesco Vivarelli Colonna Accede al ballottaggio | 16.777                      | 39,50 | 1.003                                  | 2,50   | 1     |       |
| Unione di Centro                      | Antonfrancesco Vivarelli Colonna Accede al ballottaggio | 16.777                      | 39,50 | 496                                    | 1,24   | -     |       |
| Movimento Autonomista Toscano         | Antonfrancesco Vivarelli Colonna Accede al ballottaggio | 16.777                      | 39,50 | 450                                    | 1,12   | -     |       |
| Prima Grosseto - Italia Patria Nostra | Antonfrancesco Vivarelli Colonna Accede al ballottaggio | 16.777                      | 39,50 | 185                                    | 0,46   | -     |       |
|                                       | Lorenzo Mascagni Accede al ballottaggio                 | 14.659                      | 34,52 | Partito Democratico                    | 7.594  | 18,98 | 4     |
| Lorenzo Mascagni Sindaco              | Lorenzo Mascagni Accede al ballottaggio                 | 14.659                      | 34,52 | 3.806                                  | 9,51   | 2     |       |
| Passione per Grosseto                 | Lorenzo Mascagni Accede al ballottaggio                 | 14.659                      | 34,52 | 1.590                                  | 3,97   | 1     |       |
| Riformisti per Grosseto - PSI         | Lorenzo Mascagni Accede al ballottaggio                 | 14.659                      | 34,52 | 1.447                                  | 3,61   | -     |       |
| Seggio al candidato sindaco           | Seggio al candidato sindaco                             | Seggio al candidato sindaco | 34,52 | 1                                      |        |       |       |
|                                       | Giacomo Gori                                            | 8.386                       | 19,74 | Movimento 5 Stelle                     | 7.430  | 18,57 | 4     |
|                                       | Massimo Ceciarini                                       | 1.116                       | 2,62  | Insieme, a Sinistra                    | 1.072  | 2,68  | -     |
|                                       | Marco Barzanti                                          | 546                         | 1,28  | Partito Comunista d'Italia             | 469    | 1,17  | -     |
|                                       | Massimo Felicioni                                       | 525                         | 1,23  | Grosseto Oggi per Domani               | 501    | 1,25  | -     |
|                                       | Carlo Vivarelli                                         | 258                         | 0,67  | Movimento Toscana Stato                | 190    | 0,47  | -     |
|                                       | Federico Trotta                                         | 171                         | 0,40  | Forza Nuova                            | 153    | 0,38  | -     |
| Totale                                | Totale                                                  | 42.464                      | 100   |                                        | 40.007 | 100   | 32    |

Ballottaggio
| Candidati | Candidati                                   | Voti   | %     |
| --------- | ------------------------------------------- | ------ | ----- |
|           | Antonfrancesco Vivarelli Colonna ✔️ Sindaco | 19.511 | 54,88 |
|           | Lorenzo Mascagni                            | 16.043 | 45,12 |
| Totale    | Totale                                      | 35.554 | 100   |

## Lucca

### Altopascio
| Candidati                   | Candidati                              | Voti                        | %     | Liste                    | Voti  | %     | Seggi |
| --------------------------- | -------------------------------------- | --------------------------- | ----- | ------------------------ | ----- | ----- | ----- |
|                             | Sara D'Ambrosio Accede al ballottaggio | 2.980                       | 41,38 | Partito Democratico      | 1.815 | 27,17 | 7     |
| Viviamo Altopascio          | Sara D'Ambrosio Accede al ballottaggio | 2.980                       | 41,38 | 912                      | 13,65 | 3     |       |
|                             | Francesco Fagni Accede al ballottaggio | 3.386                       | 47,01 | Insieme per Altopascio   | 2.001 | 29,96 | 4     |
| Lega Nord                   | Francesco Fagni Accede al ballottaggio | 3.386                       | 47,01 | 718                      | 10,75 | 1     |       |
| Fratelli d'Italia           | Francesco Fagni Accede al ballottaggio | 3.386                       | 47,01 | 432                      | 6,47  | -     |       |
| Seggio al candidato sindaco | Seggio al candidato sindaco            | Seggio al candidato sindaco | 47,01 | 1                        |       |       |       |
|                             | Giovanni Matteo Tori                   | 465                         | 6,46  | Liberaltopascio          | 313   | 4,69  | -     |
| Lega Toscana                | Giovanni Matteo Tori                   | 465                         | 6,46  | 108                      | 1,62  | -     |       |
|                             | Ferruccio Del Sarto                    | 371                         | 5,15  | Il Futuro per Altopascio | 381   | 5,70  | -     |
| Totale                      | Totale                                 | 7.202                       | 100   |                          | 6.680 | 100   | 16    |

## Pisa

### Cascina
| Candidati                   | Candidati                                | Voti                        | %     | Liste                     | Voti   | %     | Seggi |
| --------------------------- | ---------------------------------------- | --------------------------- | ----- | ------------------------- | ------ | ----- | ----- |
|                             | Susanna Ceccardi Accede al ballottaggio  | 5.486                       | 28,40 | Lega Nord                 | 3.925  | 21,27 | 12    |
| Forza Italia                | Susanna Ceccardi Accede al ballottaggio  | 5.486                       | 28,40 | 845                       | 4,58   | 2     |       |
| Fratelli d'Italia           | Susanna Ceccardi Accede al ballottaggio  | 5.486                       | 28,40 | 376                       | 2,04   | 1     |       |
|                             | Alessio Antonelli Accede al ballottaggio | 8.203                       | 42,47 | Partito Democratico       | 5.563  | 30,15 | 5     |
| Cascini@mo                  | Alessio Antonelli Accede al ballottaggio | 8.203                       | 42,47 | 684                       | 3,71   | -     |       |
| Riformisti per Cascina      | Alessio Antonelli Accede al ballottaggio | 8.203                       | 42,47 | 468                       | 2,54   | -     |       |
| Sinistra per Cascina        | Alessio Antonelli Accede al ballottaggio | 8.203                       | 42,47 | 463                       | 2,51   | -     |       |
| Cittadini per Cascina       | Alessio Antonelli Accede al ballottaggio | 8.203                       | 42,47 | 446                       | 2,42   | -     |       |
| In Lista per Cascina        | Alessio Antonelli Accede al ballottaggio | 8.203                       | 42,47 | 318                       | 1,72   | -     |       |
| Seggio al candidato sindaco | Seggio al candidato sindaco              | Seggio al candidato sindaco | 42,47 | 1                         |        |       |       |
|                             | Claudio Loconsole                        | 3.453                       | 17,88 | Movimento 5 Stelle        | 3.335  | 18,07 | 2     |
|                             | Michele Parrini                          | 1.509                       | 7,81  | Progetto Cascina          | 1.441  | 7,81  | 1     |
|                             | Mario Minuti                             | 665                         | 3,44  | La Sinistra e i Comunisti | 587    | 3,18  | -     |
| Totale                      | Totale                                   | 19.316                      | 100   |                           | 18.451 | 100   | 24    |